# 키쿠치 이사오

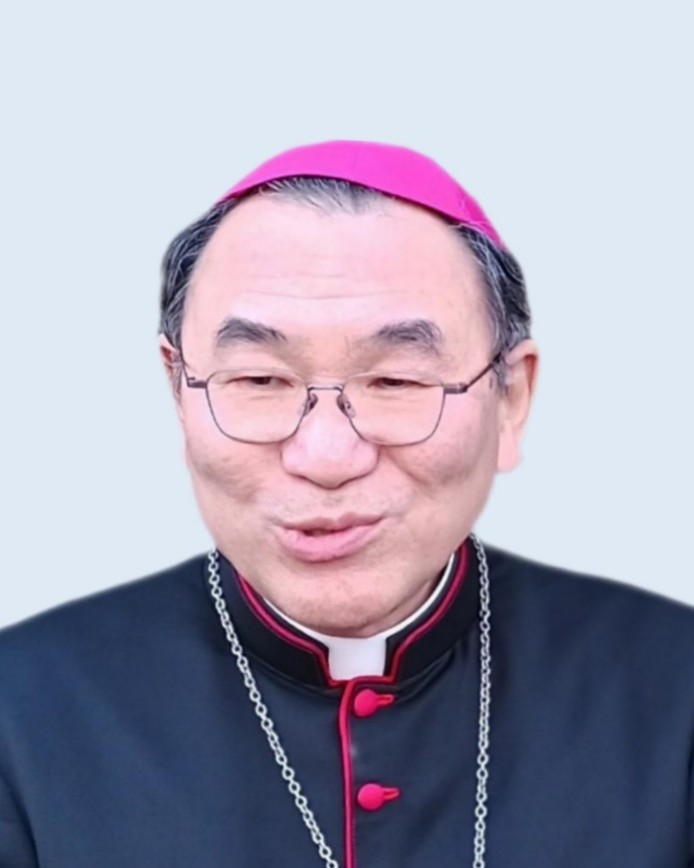

키쿠치 이사오(菊地功, 1958년 11월 1일 - )는 일본 가톨릭교회의 고위 성직자로 2017년부로 도쿄 대교구의 대주교이다. 세례명은 타르치시오이다. 일본 카리타스와 아시아 카리타스 의장을 맡고 있으며, 국제 카리타스 대표위원이기도 하다. 그리고 2014년부로 교황청 인류복음화성 위원을 맡고 있다.
1958년 11월 1일 이와테현 미야코시에서 태어났다. 1985년 3월 말씀의 선교 수도회에 입회하여 1986년 3월 15일 사제 서품을 받았다. 사제 서품을 받은 후 그는 서아프리카에 파견되어 1986년부터 8년 간 가나에서 선교사로 봉사하였다. 코포리두아에서 본당 신부로 지내던 그는 가나에서 선교 활동을 마치고 일본으로 돌아와 1999년에 말씀의 선교 수도회 일본 지부장이 되었으며, 2004년 4월 29일 교황 요한 바오로 2세에 의해 니가타 교구장에 임명되어 그 해 9월 20일 주교 서품을 받았다.
2024년 12월 7일 프란치스코 교황으로부터 산조반니 레오날드성당의 사제급추기경으로 임명받았다